# 余非 (香港作家)

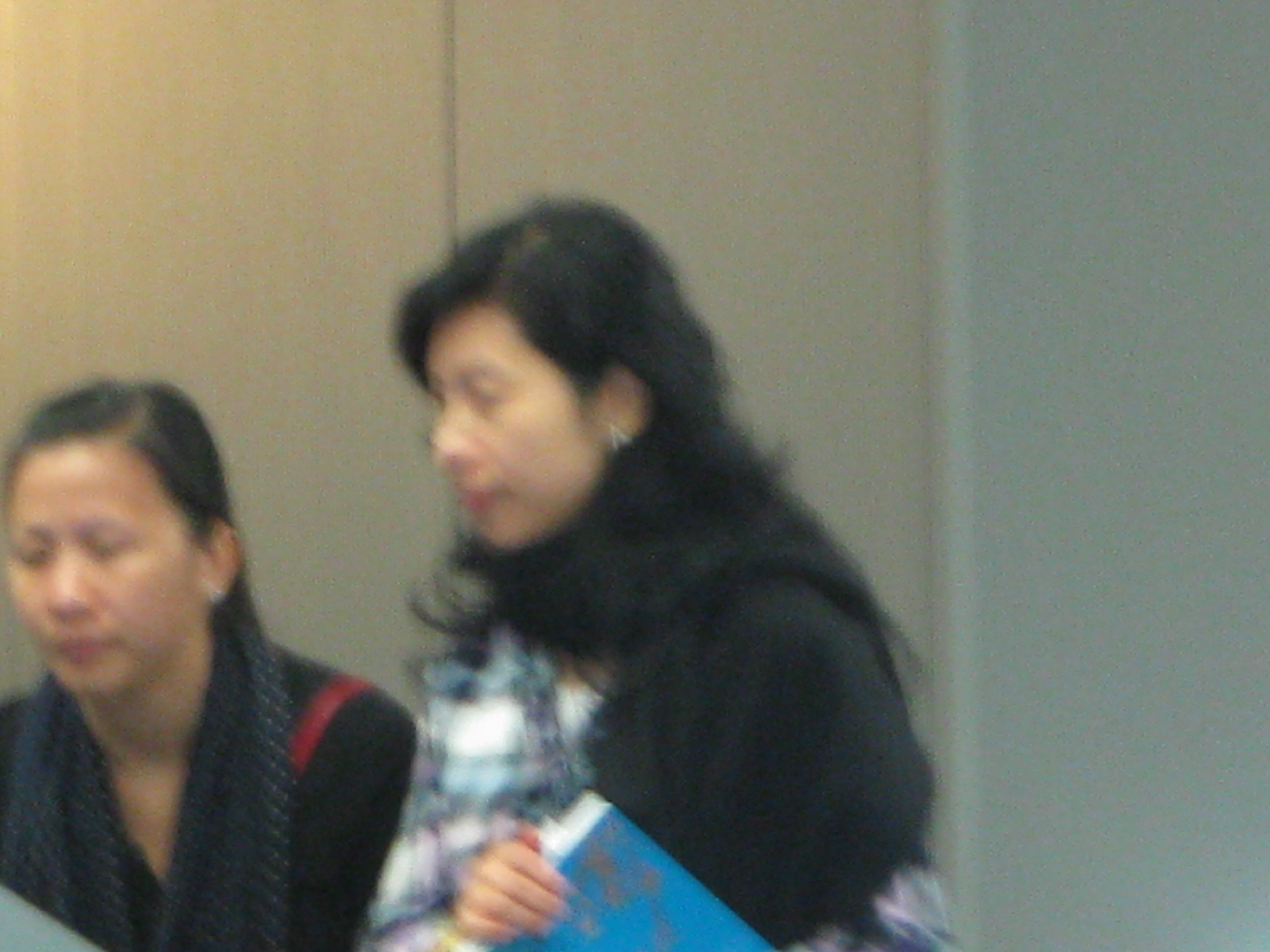
余非出席講座

余非，原名關秀瓊，香港親中陣營的作家，曾於商務印書館等機構擔任編輯，2003年轉為全職作家，專注寫作中學生讀物，近年出版多部「國情教育」著作。

## 簡歷
關秀瓊（筆名：余非），1980年代在協恩中學預科畢業，並於香港中文大學主修中國語言及文學，副修音樂；1988年於同校取得碩士學位。後赴英國斯特灵大学取得出版碩士學位，1991年以前以筆名「文秀」撰寫文化評論及書評，1991年以後以寫小說為主。曾於商務印書館等機構擔任編輯，2003年轉為全職作家，後專注寫作中學生讀物。
余非近年出版多部「國情教育」著作，例如：《當代中國國情與外交拓展》、《當代中國國情與政治制度》等。

## 爭議
2014年雨傘革命期間，余非發表多篇評論文章，其中於2015年出版之新書《「佔中」透視》，指「佔中」過程中，有蘋果日報記者隱藏身份投考輔警；港台女記者王詠妍採訪藍絲帶活動受襲是刻意不走開、故意以「掙扎」吸引中外傳媒注意等；書中更指「呂秉權是前無線及有線電視台新聞記者，現為香港浸會大學新聞系講師，但他另一身份是由美國NED資助的獨立評論人協會的成員。」（p. 57），並指NED為美國國家民主基金會，「表面上是非牟利機構，由美國國會撥款資助」:111</ref>。
獨立評論人協會因此向余非及出版該書之三聯書店(香港)有限公司發出律師信，要求於報章發表聲明撤回言論及道歉，及將書回收並將有關段落刪除後才可發行。 由於余非和三聯書店拒絕更正和道歉，獨立評論人協會於2015年6月30日宣布已正式入稟高等法院控告對方誹謗。2021年3月29日，高等法院裁定余非一方敗訴並需賠償25萬元。

## 著作
- . 香港: 三聯書店. 2015年. ISBN 9789620437304.
- . 香港: INK印刻出版有限公司. 2008年. ISBN 9789866631108. 外部链接存在于|title= (帮助)
- . 香港: 星島出版社. ISBN 9789626726693.
- . 香港: 星島日報. ISBN 9789626726563.
- . 香港: 三聯書店(香港)有限公司. ISBN 9789620426988.
- . 香港: 三聯書店(香港)有限公司. 2007年. ISBN 9789620426476.
- . 香港: 突破出版社. ISBN 9789628913381.
- . 香港: 突破出版社. ISBN 9789628913107.
- . 香港: 素葉出版社. ISBN 9789627985693.
- . 香港: 三聯書店(香港)有限公司. 1999年. ISBN 9789620416736.

## 獎狀
- 2006年獲康樂及文化事務署頒發「民政事務局局長嘉許獎狀及獎章」

## 家庭
余非為香港中文大學中國語文及文學系前系主任黃繼持的再娶妻子，師生戀下兩人年齡差距27年。

## 外部連結
- 第九屆香港文學節 講者介紹[永久]